# Jackson White
Jackson James White (* 1. März 1996 in Los Angeles, Kalifornien) ist ein US-amerikanischer Schauspieler.

## Leben und Karriere
Jackson White wurde 1996 als Sohn der Schauspielerin Katey Sagal und des Schlagzeugers Jack White geboren. Während seine ältere Schwester Sarah Grace White ebenfalls schauspielerisch tätig ist, folgte Jackson zunächst dem Vorbild seines Vaters und strebte eine Karriere als Drummer an. Seine Kindheit verbrachte er daher abwechselnd zwischen seiner Geburtsstadt Los Angeles und Nashville, wo sein Vater ein Tonstudio besaß. Nach einem unterdurchschnittlichen Schulabschluss nahm White seiner Mutter zuliebe ein Musikstudium an der University of Southern California auf, entschied sich mit 18 Jahren allerdings, zur Schauspielerei zu wechseln.
Im Anschluss begann White mit Vorsprechen für Musicals, verließ das College und übte zwei Jahre lang Schauspiel mit der Meisner-Technik. Eine erste Filmrolle erhielt er 2017 in der Netflix-Produktion SPF-18, ehe er im Folgejahr Gastrollen in den Fernsehserien The Middle und SEAL Team übernahm. Eine erste Hauptrolle folgte 2019 in der Comedyserie Mrs. Fletcher an der Seite von Kathryn Hahn, ehe Alkoholprobleme seine Schauspielkarriere ins Stocken brachten. Nach überstandener Krankheit war White ab 2022 in der Dramaserie Tell Me Lies zu sehen, mit der er seinen endgültigen Durchbruch als Schauspieler feierte. Noch im selben Jahr folgte eine Nebenrolle im Actionfilm Ambulance von Regisseur Michael Bay, ehe White 2023 die Hauptrolle des Jud Crandall im Horrorfilm Friedhof der Kuscheltiere: Bloodlines verkörperte.
White lebt im kalifornischen Pasadena. Seit 2022 führt er eine Beziehung mit Grace Van Patten, die er bei den Dreharbeiten zu Tell Me Lies kennenlernte.

## Filmografie
- 2017: SPF-18
- 2017–2018: The Middle (Fernsehserie, 4 Folgen)
- 2018: SEAL Team (Fernsehserie, 3 Folgen)
- 2019: Mrs. Fletcher (Fernsehserie, 7 Folgen)
- 2021: The Space Between – Im Rausch der Musik (The Space Between)
- 2022: Ambulance
- seit 2022: Tell Me Lies (Fernsehserie)
- 2023: Friedhof der Kuscheltiere: Bloodlines (Pet Sematary: Bloodlines)